# Montbrun-Bocage
Montbrun-Bocage là một xã thuộc tỉnh Haute-Garonne trong vùng Occitanie tây nam nước Pháp. Xã này nằm ở khu vực có độ cao trung bình 320 mét trên mực nước biển..